# 海伦·弗里思
海伦·弗里思（英語：Helen Frith，1939年7月12日—），澳大利亚女子田径运动员。她曾代表澳大利亚参加1958年、1962年和1966年大英帝国和英联邦运动会田径比赛，获得二枚银牌和一枚铜牌。